# Хищничество

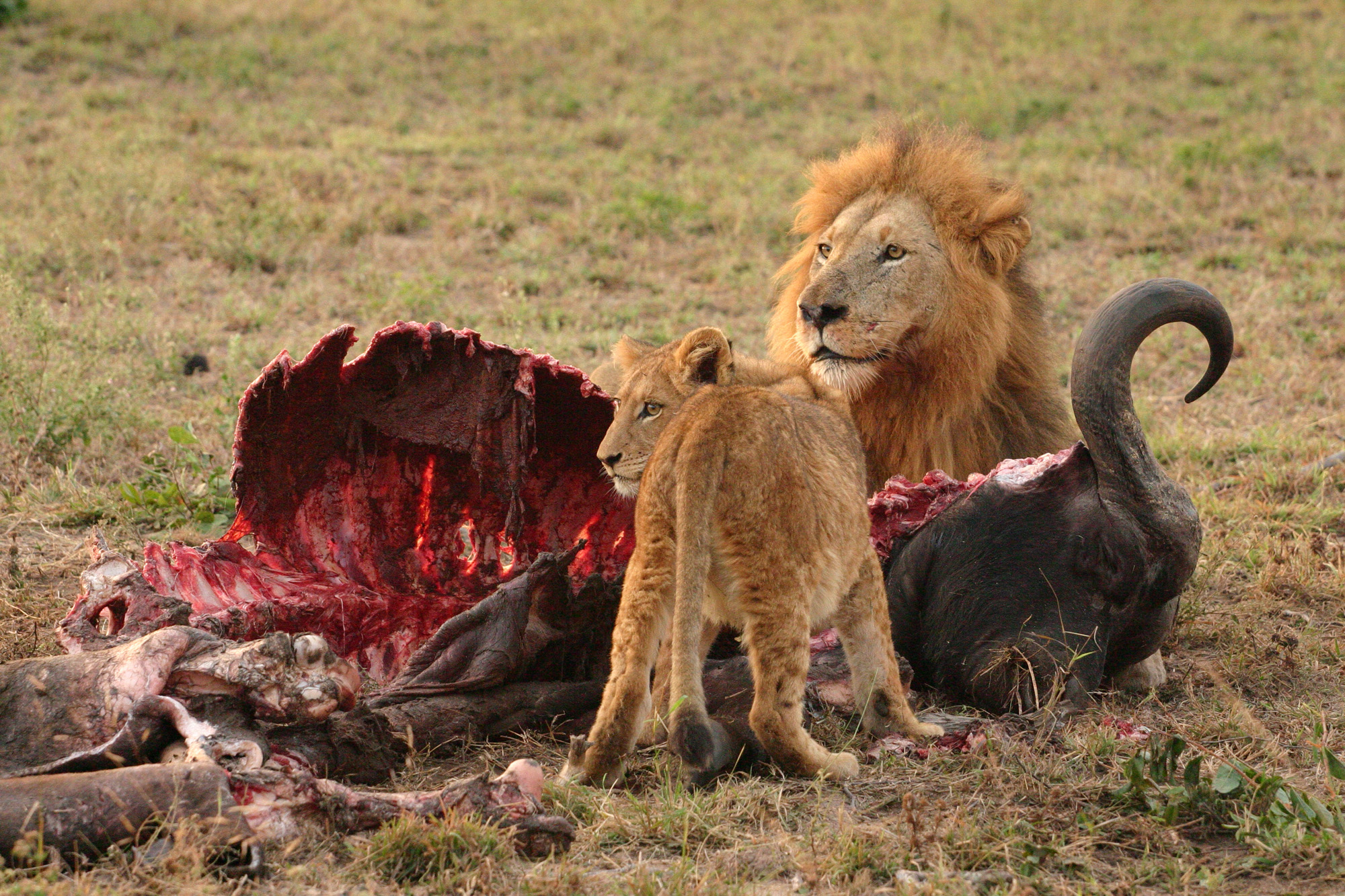
Львы над тушей буйвола

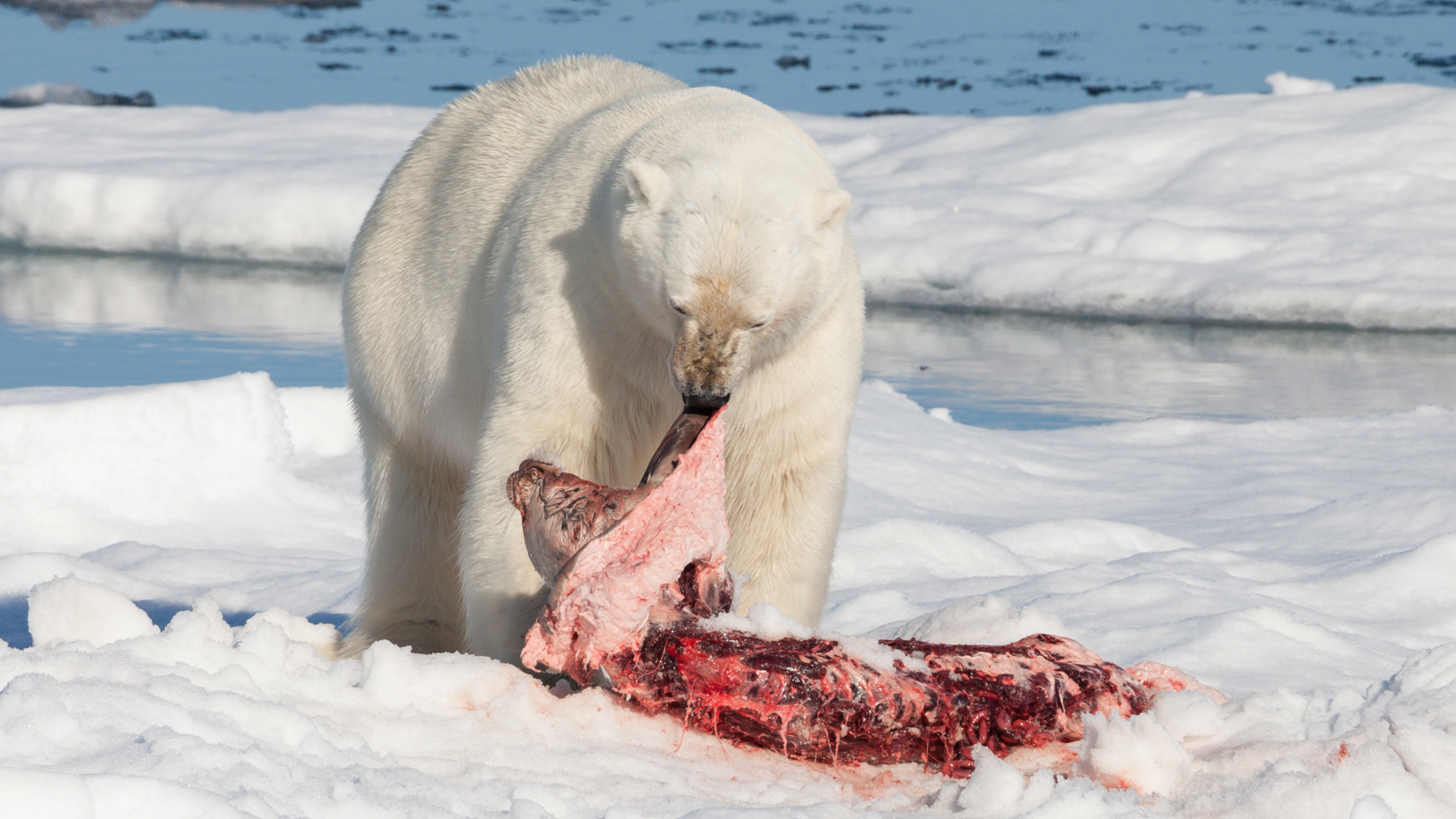
Одиночный хищник: белый медведь питается убитым им морским зайцем

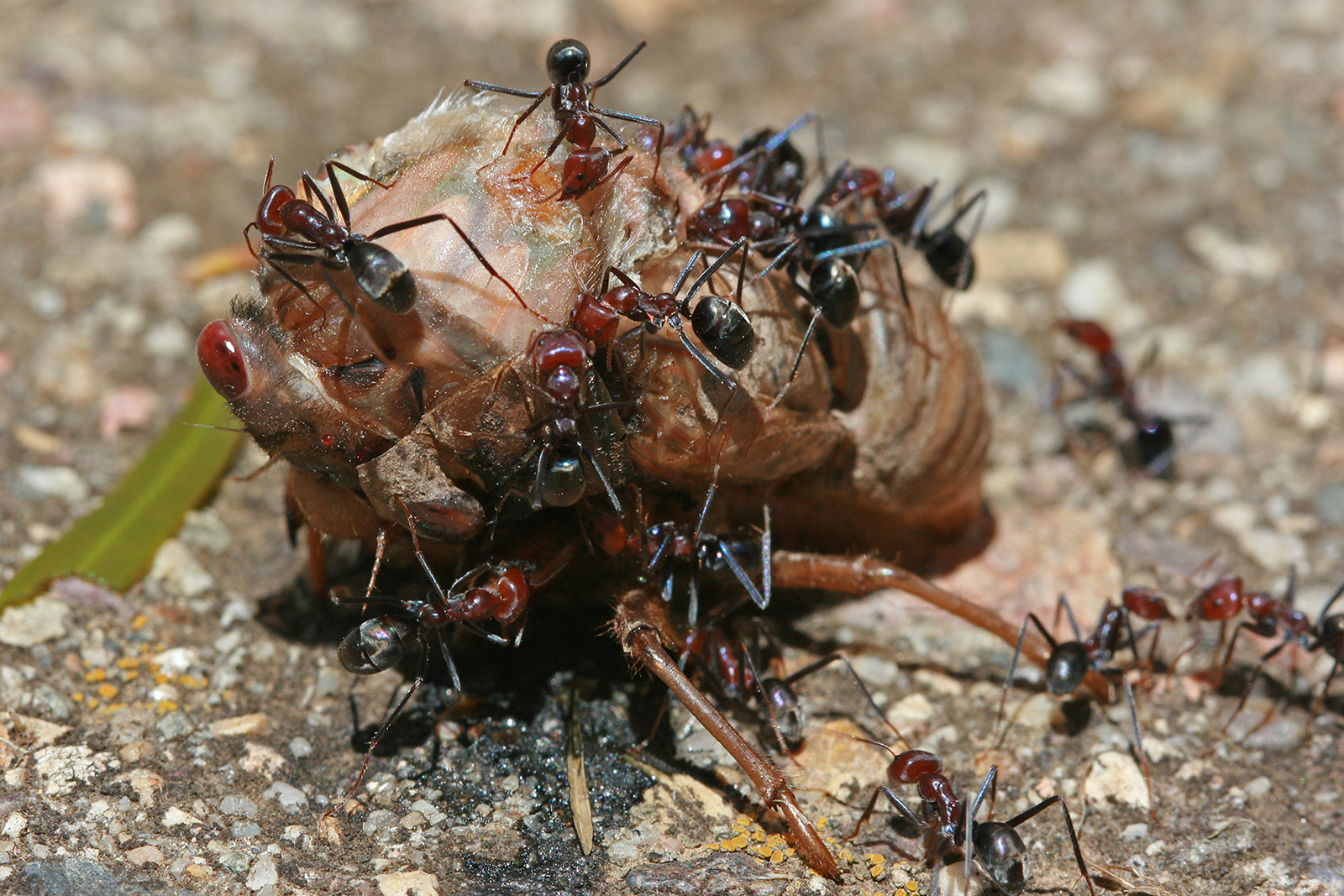
Социальные хищники: мясные муравьи сотрудничают, чтобы питаться цикадами, намного крупнее их самих

Хи́щничество — форма трофических взаимоотношений между организмами разных видов, при которых один из них (хищник) атакует другого (жертву) и питается его плотью, то есть обычно убивает жертву. Иногда в широком смысле под этим термином понимают всякое выедание одних организмов другими (полное или частичное без умерщвления), то есть отношение, например, животных-фитофагов и их кормовых растений, паразитов и их хозяев. Хищничество обычно противопоставляется постоянному поеданию трупов (некрофагии, хотя многие хищники также иногда питаются и падалью) и органических продуктов их разложения (детритофагии).
Довольно популярно также другое определение хищничества, предлагающее хищниками называть лишь организмы, поедающие животных, в отличие от растительноядных, поедающих растения.
В современной экологии, как правило, используется первое, более общее определение, под которое подходит в том числе и паразитизм, для которого характерен симбиоз паразита и хозяина, то есть частично по типу взаимодействия травоядных и растений. Кроме того, внутривидовым хищничеством следует считать поедание особей своего вида (каннибализм).
Кроме многоклеточных животных, в роли хищников могут выступать протисты, грибы (см. хищные грибы) и высшие растения (см. хищные растения).
Хищники делятся на засадников (подстерегающих свои жертвы) и преследователей. Иногда встречаются коллективные формы охоты (например, у львов, волков).

## Классификации хищников

### Таксономический принцип
Разделение по таксономическому принципу в самом общем виде предполагает существование трёх групп животных:
- собственно хищников или плотоядных, питающихся животными,
- травоядных, питающихся растениями,
- всеядных, питающихся и животной, и растительной пищей.

### Функциональный принцип
В основе функциональной классификации лежит разделение по продолжительности контакта хищника и жертвы, летальность взаимодействия для жертвы и число жертв, атакуемых хищником в течение его жизни. Традиционно выделяют:
- истинных хищников, убивающих в течение жизни большое число жертв. Примеры: хищные млекопитающие, хищные растения, грибы-хищники[2][3];
- хищников с пастбищным типом питания или «пастбищников», нападающих в течение жизни на большое число жертв, однако обычно съедающих лишь часть жертвы, которая может оставаться живой. Примеры: кровососущие двукрылые насекомые;
- паразитоидов, питающихся в течение продолжительного времени (на личиночных стадиях) лишь одной жертвой и обязательно приводящих к её гибели. Примеры: некоторые перепончатокрылые и двукрылые насекомые, волосатики;
- паразитов, продолжительное время питающихся одной жертвой и не вызывающих её гибели.

## Связь хищника и жертвы
Размер популяции хищников влияет на размер популяции их жертв и наоборот, динамика популяций описывается математической моделью Лотки — Вольтерры, однако данная модель является высокой степенью абстракции и не описывает реальные взаимосвязи между хищником и жертвой, и может рассматриваться только как первая степень приближения математической абстракции.
В процессе совместной эволюции хищники и жертвы приспосабливаются друг к другу (также паразит и хозяин, фитофаг и растение), таким образом достигается динамическое равновесие в системе «хищник-жертва». У хищников появляются и развиваются средства обнаружения и атаки, а у жертв — средства скрытности и защиты. Поэтому наибольший вред жертвам могут нанести новые для них хищники, с которыми те не вступали ещё в «гонку вооружений». При этом происходят и положительные для популяций процессы, например: хищники выбраковывают неполноценных особей среди своих жертв, тем самым являясь важным фактором регуляции их численности; пастбищные животные часто способствуют ускоренному росту поедаемых растений (так в степных заповедниках, где нет травоядных, наблюдается накопление растительной ветоши, мешающей росту самих растений, при этом приходится специально их косить).
Хищники могут специализироваться на ограниченном числе видов для добычи, это делает их в среднем более успешными в охоте, но повышает зависимость от данных видов.

## Другие значения
Хищничеством называют также:
- приёмы, свойственные хищным животным;
- безответственный, расточительный для других способ ведения хозяйства (применительно к человеческим действиям, в переносном смысле).